# Athetis reclusa
Athetis reclusa là một loài bướm đêm trong họ Noctuidae.